# Episodi di Roommates (prima stagione)
La prima stagione della webserie Roommates è stata resa disponibile sul canale ufficiale su YouTube. Il primo episodio è stato pubblicato 12 maggio 2016 e l'ultimo il 7 luglio 2016.
| n° | Titolo                            | YouTube        |
| -- | --------------------------------- | -------------- |
| 1  | Five Guys and a Pilot             | 12 maggio 2016 |
| 2  | Five Guys and a Girl              | 12 maggio 2016 |
| 3  | Five Guys and a Mess              | 19 maggio 2016 |
| 4  | Five Guys and a Prank             | 26 maggio 2016 |
| 5  | Five Guys and a Lesson            | 2 giugno 2016  |
| 6  | Five Guys and a Secret            | 9 giugno 2016  |
| 7  | Five Guys and a Grill             | 16 giugno 2016 |
| 8  | Five Guys and a Room              | 23 giugno 2016 |
| 9  | Five Guys and a... Different Girl | 30 giugno 2016 |
| 10 | Five Guys and Five Girls          | 7 luglio 2016  |